# Supraventrikularna tahikardija
Supraventrikularna tahikardija (SVT) je naziv za skupinu poremećaja srčanog ritma koje karakterizira brzina više od 100 srčanih otkucaja u minuti (tahikardija), a brzi ritam potječe iz bilo kojeg dijela srca osim srčanih klijetki (ventrikularna tahikardija).
Prema dosadašnjim spoznajama supraventrikularne tahikardije mogu nastati na tri različita mehanizma: patološki automatizam. trigerirana aktivnost, te kružnje podražaja. Kod pojedinih SVT teško je objasniti kojim mehanizmom nastaje, dok kod nekih mogu biti uključeni više mehanizama. 
Supraventrikularne tahikardije mogu se podijeliti prema mjestu nastanka i mehanizmu nastanka na:
- SVT koje nastaju u sinusnom čvoru
  - sinusna tahikardija iako fiziološka reakcija teoretski se ubraja u supraventrikularne tahikardije.
  - neprikladna sinusna tahikardija
- SVT koje nastaju u atriju - atrijska tahikardija
  - parkosizmalna atrijska tahikardija
  - multifokalna atrijska tahikardija
  - atrijska fibrilacija (fibrilacija atrija) sama po sebi nije tahikardija, tek kada je udružena s frekvencijom ventrikula većom od 100 otkucaja u minuti; a isto vrijedi i za undulaciju atrija
- SVT koje nastaju u atrioventrikularnom čvoru i atriju
  - sporo brza AV nodusna (nodalna kružna) tahikardija
  - brzo spora AV nodusna (nodalna kružna) tahikardija
  - neparoksizmalna AV nodusna tahikardija
- atrioventrikularna kružna tahikardija je SVT koja nastaje kruženjem impulsa u atriju, AV čvoru, Purkinjeovom sustavu, ventrikilu i akcesornim putevima.  
  - ortodromna atrioventrikularna tahikardija
  - antidromna atrioventrikularna tahikardija
- trajna spojna tahikardija (trajna junkcijska kružna tahikardija)
- atriofasciklurana tahikardija
- nodoventrikularna tahikardija

|  | Molimo pročitajte upozorenje o korištenju medicinskih informacija. Ne provodite liječenje bez savjetovanja s liječnikom! |